# Antalya Challenger
L'Antalya Challenger, conosciuto anche come Club Megasaray Open, è un torneo professionistico di tennis maschile giocato ad Adalia, in Turchia, facente parte del circuito Challenger. Nel 2021 si sono tenute le prime quattro edizioni del torneo sui campi in terra rossa della Megasaray Tennis Academy di Kadriye (nel distretto di Serik), nei pressi di Adalia. Le prime due edizioni erano di categoria Challenger 80 con un montepremi di 44 820 €, mentre la terza e la quarta erano Challenger 50, con un montepremi di 31 440 €.
Nel 2024, si gioca la prima edizione del torneo femminile che fa parte della categoria WTA 125 che prende il nome di Megasaray Hotels Open. Nel 2025, si gioca una serie di tre edizioni consecutive tutte nel mese di marzo.

## Albo d'oro

### Singolare maschile
| Anno     | Campione        | Finalista       | Punteggio        |
| -------- | --------------- | --------------- | ---------------- |
| 2023     | Fábián Marozsán | Sebastian Ofner | 7–5, 6–0         |
| 2022     | Non disputato   | Non disputato   | Non disputato    |
| 2021 (4) | Evgenii Tiurnev | Oleg Prihodko   | 3–6, 6–4, 6–4    |
| 2021 (3) | Nuno Borges     | Ryan Peniston   | 6–4, 6–3         |
| 2021 (2) | Carlos Taberner | Jaume Munar     | 6–4, 6–1         |
| 2021 (1) | Jaume Munar     | Lorenzo Musetti | 6(7)–7, 6–2, 6–2 |

### Doppio maschile
| Anno     | Campioni                                    | Finalisti                                | Punteggio         |
| -------- | ------------------------------------------- | ---------------------------------------- | ----------------- |
| 2023     | Filip Bergevi Petros Tsitsipas              | Sarp Ağabigün Ergi Kırkın                | 6–2, 6–4          |
| 2022     | Non disputato                               | Non disputato                            | Non disputato     |
| 2021 (4) | Hsu Yu-hsiou Oleksii Krutykh                | Markos Kalovelonis Sanjar Fayziev        | 6–1, 7–6(5)       |
| 2021 (3) | Riccardo Bonadio Giovanni Fonio             | Hsu Yu-hsiou Tseng Chun-hsin             | 3–6, 6–2, [12–10] |
| 2021 (2) | Denys Molčanov (2) Oleksandr Nedovjesov (2) | Robert Galloway Alex Lawson              | 6–4, 7–6(2)       |
| 2021 (1) | Denys Molčanov (1) Oleksandr Nedovjesov (1) | Luis David Martínez David Vega Hernández | 3–6, 6–4, [18–16] |

### Singolare femminile
| Anno   | Categoria | Campionessa            | Finalista                   | Punteggio     |
| ------ | --------- | ---------------------- | --------------------------- | ------------- |
| 2024   | WTA 125   | Jéssica Bouzas Maneiro | Irina-Camelia Begu          | 6–2, 4–6, 6–2 |
| 2025 1 | WTA 125   | Anca Todoni            | Leyre Romero Gormaz         | 6-3, 6-2      |
| 2025 2 | WTA 125   | Olga Danilović         | Victoria Jiménez Kasintseva | 6-2, 6-3      |
| 2025 3 | WTA 125   | Solana Sierra          | Leyre Romero Gormaz         | 6-3, 6-4      |

### Doppio femminile
| Anno   | Categoria | Campionesse                          | Finaliste                        | Punteggio         |
| ------ | --------- | ------------------------------------ | -------------------------------- | ----------------- |
| 2024   | WTA 125   | Angelica Moratelli Camilla Rosatello | Tímea Babos Vera Zvonarëva       | 6–3, 3–6, [15–13] |
| 2025 1 | WTA 125   | Maja Chwalińska Anastasia Dețiuc     | Jesika Malečková Miriam Škoch    | 4-6, 6-3, [10-2]  |
| 2025 2 | WTA 125   | María Carlé Simona Waltert (1)       | Maja Chwalińska Anastasia Dețiuc | 3-6, 7-5, [10-3]  |
| 2025 3 | WTA 125   | Anna Bondár Simona Waltert (2)       | Alicia Barnett Elixane Lechemia  | 7-5, 2-6, [10-6]  |